# NGC 4988
NGC 4988 (również PGC 45671) – galaktyka spiralna (S0-a), znajdująca się w gwiazdozbiorze Centaura. Odkrył ją John Herschel 3 czerwca 1834 roku.